# 垂直農法

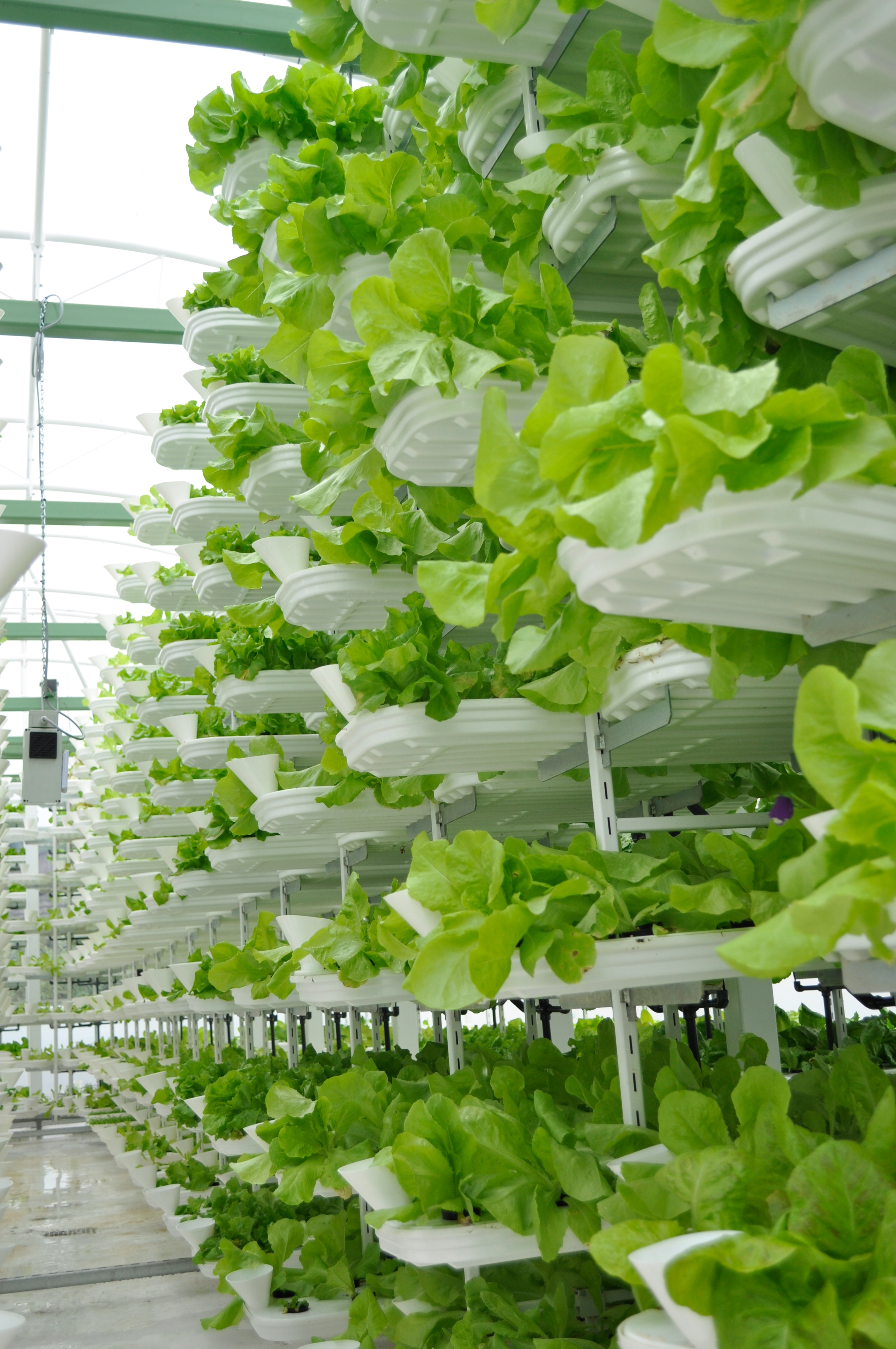
生長在室內垂直農法系統中的生菜。

垂直農法（英語：Vertical Farming）也称垂直农业、垂直农场、立體農場，是在垂直堆疊的層面、垂直傾斜的表面，或集成在其他結構（如摩天大樓、二手倉庫或運輸集裝箱）中种植食品和藥物的做法。垂直農業的現代觀念是使用室內養殖技術和控制環境農業（CEA）技術，其中所有環境因素都可以控制。這些設施利用人造光控制，環境控制（濕度、溫度、氣體等）和施肥灌溉。一些垂直農場（Vertical Farm）使用類似於溫室的技術，其中可以通過人工照明和金屬反射器增加自然陽光。
這種農場的潛力在於未來50年內人口可能會上升30%，但農地所剩無幾，水源也因受污染而減少。更進一步地說，通膨與戰爭等各種因素將會使糧食的物價上漲，如何大幅提高產量即是植物工廠的主要目的。

## 种类
“垂直农业”一词是Gilbert Ellis Bailey在他1915年所著的《垂直农业》一书中所创造。他对这个词的使用有别于当前的意义——他笔下的耕种，特别兴趣点在于土壤的来源，其营养成分以及视植物生命为“垂直”式的观点，尤指与地下根结构的关系。现代用法则是指在一定程度上使用自然光的摩天大楼式耕种。
但現在因為LED興起，逐漸改用人工光源，因為植物只需要特定光譜，使得耗能大大減少，使用高效能太陽能板就可以發光滿足所需，甚至額外產電。

### 混合使用的摩天大樓
建築師楊經文(Ken Yeang)提出並建造了混合使用的摩天大樓。 楊建議，不是密集的大規模生產的農業，植物生活應該在露天的和混合使用的摩天大樓中進行氣候控制和消費。 這種垂直農業是基於個人或社區用途，而不是批發生產和分銷工廠的生活，渴望為整個城市提供食物。 因此，它比起Despommier的“垂直農場”要少得多的初始投資。 然而，Despommier和楊既不是概念創始人，也不是摩天大樓垂直農業的發明者。

### Despommier的摩天大樓
生態學家Dickson Despommier認為，由於環境原因，垂直農業是合法的。他聲稱，和在自然景觀中生產植物生命的一些方法相比，在摩天大樓內植物生命的培育將需要較少的體現能量，和产生更少的污染。他還聲稱自然景觀對自然的和農業的生產過於毒害，儘管為了農業生產的簡單目的，提取材料來建造摩天大樓是有生態的和環境的成本。

### 可堆疊運輸集裝箱
幾家公司提出了在城市地區堆放被回收的運輸集裝箱的概念。Brighterside諮詢公司創建了一個完整的離網容器系統，貨運農場生產了一個“葉綠色機器”，它是一個完整的農場到桌面系統，配備有垂直水培法，LED照明和直觀的氣候控制，內置在12米×2.4米的集裝箱里。Podponics公司在亞特蘭大建立了一個大型的垂直農場，由超過100個堆疊的“種植者”組成。阿曼目前正在建設類似的農場。在台灣，創森自然農法公司設計出在貨櫃內用水耕種植草莓，並且全年生產。